# Fenwick Weavers' Society
A Fenwick Weavers 'Society foi uma associação profissional criada na vila de Fenwick, East Ayrshire, Escócia, em 1761. Em 1769, a sociedade formou uma cooperativa de consumidores em benefício dos membros. O objetivo original da sociedade era promover altos padrões no artesanato de tecelagem, mas as atividades posteriormente se expandiram para incluir a compra coletiva de itens e livros a granel. O último resultou na criação da Biblioteca Fenwick em 1808.
Essa prática de compra coletiva em benefício dos membros levou muitos a considerar a Fenwick Weavers 'Society a primeira cooperativa.
A Sociedade foi reconvocada em março de 2008 e foi reconstituída como cooperativa, na forma jurídica como sociedade industrial e previdente, a fim de registrar, coletar e comemorar a herança dos Fenwick Weavers.